# Уоррен, Тони
То́ни Уо́ррен (англ. Tony Warren), настоящее имя Э́нтони Ма́квей Си́мпсон (англ. Anthony McVay Simpson; 8 июля 1936, Пенделбери, Большой Манчестер, Великобритания — 1 марта 2016, Манчестер, Великобритания) — британский сценарист и писатель. Широкую известность приобрёл, как автор ряда телевизионных проектов, в том числе британского телесериала «Улица Коронации», демонстрирующегося на канале Ай-ти-ви с 1960 года. Кавалер Ордена Британской империи.

## Личная жизнь
Родился в доме №3 на Уилтон-авеню в Пендлбери 8 июля 1936 года. Окончил начальную школу на Кларэндон-роуд и гимназию в Экклез. Продолжил образование в театральной школе Эллиотта-Кларка в Ливерпуле.
В начале своей карьеры взял псевдоним «Тони Уоррен». Стал постоянным участником передачи «Детский час» на радио Би-би-си. Участвовал в других радиопостановках. Тогда же познакомился с актёрами, некоторые из которых впоследствии приобрели известность, после съёмок в сериале по его сценарию — «Улица Коронации»; среди них были Вайолет Карсон и Дорис Спид. В своих мемуарах продюсер «Детского часа» Тревор Хилл вспоминал об Уоррене, как о возбужденном юноше, настолько активном на репетициях, что однажды Карсон сказала Хиллу: «Если этот мальчик не заткнётся, я ударю его по заднице!» Во время одной из записей передачи в студии в Лидсе, Карсон спела для детей песню на йоркширском диалекте под названием «Боутонс-ярд», в которой исполнитель рассказывает о своих соседях; начиная с номера «один» и заканчивая номером «двенадцать», он описывает каждого человека по-очереди. Позднее Уоррен признался, что именно это выступление вдохновило его на создание сценария «Улицы Коронации».
Тони Уоррен был открытым гомосексуалом ещё в то время, когда гомосексуальные отношения в Великобритании были вне закона. Он вспоминал, что неоднократно подвергался гомофобному обращению со стороны некоторых коллег-сценаристов. Некоторое время Уоррен пил и употреблял наркотики, но нашёл в себе силы преодолеть алкогольную и наркотическую зависимость. Он умер 1 марта 2016 года в Манчестере, после непродолжительной болезни, в возрасте 79 лет.

## Карьера
В юности Уоррен сыграл в нескольких «Пьесах недели» на канале Ай-ти-ви. По словам продюсера Би-би-си Олив Шепли, который работал с ним во время записей «Детского часа», идея сериала «Улица Флоризель», которая в конечном итоге получила название «Улицы Коронации», пришла к Уоррену одним поздним вечером 1959 года, когда они возвращались в Манчестер на электричке. Шепли вспоминал: «Примерно в Крю, после длительного молчания, Тони внезапно разбудил меня, сказав: «Олив, у меня есть замечательная идея для телесериала. Я вижу небольшой переулок в Солфорде с пабом на одном конце и магазином на другом, и живущих там людей, просто обычные вещи и...» Я уставший посмотрел на него и сказал:«О, Тони, как скучно! Иди спать»... После Тони часто напоминал мне о том, как я тогда ошибся».
В 1960 году Гарри Элтон в студии Гранада, принадлежавшей каналу Ай-ти-ви, заказал Уоррену сценарий сериала о «жизни улицы». Уоррен написал все 13 эпизодов, и все они были поставлены на канале Ай-ти-ви. Сериал пользовался успехом у зрителей. Уоррен писал для него сценарии до 1968 года, после чего перешёл к работе над другими проектами. Изредка он продолжал сочинять сценарии для «Улицы Коронации» до конца 1970-х годов и работал консультантом проекта. В декабре 1960 года сыграл эпизодическую роль в эпизоде на пятидесятилетие сериала. Самого Уоррена сыграл Дэвид Доусон в драме «Дорога к улице Коронации» на канале Би-би-си в сентябре того же года.
В 1990-х годах он написал несколько романов, получивших признание у литературных критиков: «Огни Манчестера» (1991), «Стопа радуги» (1993), «За закрытыми дверями» (1995) и «Полный вперёд» (1998). 11 октября 1995 года Уоррен стал главным героем телевизионного документального проекта «Это твоя жизнь».

## Награды и премии
Уоррен был удостоен ряда наград за работу над сценарием сериала «Улица Коронации». Он получил специальную премию в номинации «За достижения в области производства телевизионных сериалов» на церемонии вручения «Британской премии за телесериалы» в 2000 году и «Национальную телевизионную премию» в номинации «За выдающиеся достижения» в 2005 году. Его последняя премия была вручена ему Королевским телевизионным обществом в номинации «За достижения». Созданный им проект был назван «самой успешной телевизионной программой в истории Великобритании».
В 1994 году Уоррен был удостоен звания кавалера Ордена Британской империи. В 2008 году он был удостоен почётной степени Манчестерского столичного университета «в знак признания личного вклада в революционное телевидение и творческое письмо, которое помогло нанести Манчестер и Солфорд на карту явлений культуры».